# فهرست قنات‌های شهرستان فیروزه
جدول زیر براساس آمار وزارت جهاد کشاورزی تهیه شده‌است. فهرست زیر قنات‌های شهرستان فیروزه در استان خراسان رضوی را نشان می‌دهد.
| نام قنات       | موقعیت                   | نزدیک‌ترین روستا | طول قنات (متر) | تعداد میله چاه | عمق مادر چاه | دبی (لیتر بر ثانیه) | سطح زیر کشت (هکتار) |
| -------------- | ------------------------ | --------------- | -------------- | -------------- | ------------ | ------------------- | ------------------- |
| آق جاسم        | بخش مرکزی شهرستان فیروزه | سلیمانی         | ۳۰۰            | ۸              | ۱۴           | ۵                   | ۱۰                  |
| ااباد          | بخش مرکزی شهرستان فیروزه | بزغان           | ۴۰۰۰           | ۱۵۰            | ۸۰           | ۲۰                  | ۴۲                  |
| اب بالا        | بخش مرکزی شهرستان فیروزه | سلیمانی         | ۱۰۰۰           | ۳۵             | ۱۰           | ۵                   | ۱۰                  |
| اب بالا        | بخش مرکزی شهرستان فیروزه | سلیمانی         | ۱۰۰۰           | ۳۰             | ۱۰           | ۵                   | ۱۰                  |
| اب پائین       | بخش مرکزی شهرستان فیروزه | سلیمانی         | ۱۰۰۰           | ۳۰             | ۱۰           | ۸                   | ۱۵                  |
| ابراهیم‌آباد    | بخش مرکزی شهرستان فیروزه | ابراهیم‌آباد     | ۶۰۰۰           | ۱۸۰            | ۵۰           | ۳۵                  | ۱۵۰                 |
| احمد حسینی     | بخش مرکزی شهرستان فیروزه | معدن علیا       | ۱۰۰۰           | ۴۰             | ۲۰           | ۱۰                  | ۱۵                  |
| احمدآباد       | بخش مرکزی شهرستان فیروزه | احمدآباد        | ۲۰۰۰           | ۶۰             | ۲۰           | ۱۵                  | ۳۰                  |
| استوا          | بخش مرکزی شهرستان فیروزه | شورگشت          | ۱۲۰۰           | ۴۰             | ۲۰           | ۶                   | ۱۲                  |
| اسفیز          | بخش مرکزی شهرستان فیروزه | معدن علیا       | ۳۰۰۰           | ۹۰             | ۳۰           | ۲۰                  | ۴۰                  |
| اصغرآباد       | بخش مرکزی شهرستان فیروزه | شوراب           | ۱۵۰۰           | ۲۵             | ۲۰           | ۱۰                  | ۲۰                  |
| اصغرآباد       | بخش مرکزی شهرستان فیروزه | شوراب           | ۱۵۰۰           | ۴۵             | ۲۰           | ۸                   | ۱۵                  |
| امان‌آباد       | بخش مرکزی شهرستان فیروزه | امان‌آباد        | ۷۰۰۰           | ۲۲۰            | ۴۵           | ۸۰                  | ۳۰۰                 |
| انجر پائین     | بخش مرکزی شهرستان فیروزه | شوراب           | ۸۰۰            | ۱۵             | ۲۰           | ۸                   | ۱۵                  |
| انجربالا       | بخش مرکزی شهرستان فیروزه | شوراب           | ۵۰۰            | ۲۰             | ۱۵           | ۶                   | ۱۲                  |
| اکبرآباد       | بخش مرکزی شهرستان فیروزه | شوراب           | ۱۷۰۰           | ۴۵             | ۲۲           | ۱۰                  | ۲۰                  |
| اکبرآباد       | بخش مرکزی شهرستان فیروزه | شوراب           | ۱۲۰۰           | ۶۰             | ۲۲           | ۱۰                  | ۲۰                  |
| بتو            | بخش مرکزی شهرستان فیروزه | بتو             | ۲۰۰۰           | ۱۰۰            | ۲۵           | ۲۵                  | ۳۰                  |
| برزدر          | بخش مرکزی شهرستان فیروزه | شورگشت          | ۸۰۰            | ۲۵             | ۲۰           | ۵                   | ۱۰                  |
| برزلی          | بخش مرکزی شهرستان فیروزه | قره باغ         | ۱۰             | ۱۰             | ۱۰           | ۱۵                  | ۲۵                  |
| بزغان          | بخش مرکزی شهرستان فیروزه | بزغان           | ۳۰۰۰           | ۱۰۰            | ۶۰           | ۳۰                  | ۴۰                  |
| بزقوچان        | بخش مرکزی شهرستان فیروزه | بزقوچان         | ۴۷۰۰           | ۹۷             | ۴۳           | ۵۰                  | ۳۰۰                 |
| بنسیک          | بخش مرکزی شهرستان فیروزه | فیض‌آباد         | ۶۵۰            | ۲۰             | ۱۲           | ۱۲                  | ۲۵                  |
| بژگ            | بخش مرکزی شهرستان فیروزه | شورگشت          | ۱۱۰۰           | ۴۰             | ۱۸           | ۲۰                  | ۴۰                  |
| تقی‌آباد        | بخش مرکزی شهرستان فیروزه | فیض‌آباد         | ۱۲۰۰           | ۴۰             | ۱۵           | ۱۵                  | ۳۰                  |
| تقی‌آباد        | بخش مرکزی شهرستان فیروزه | فیض‌آباد         | ۶۰۰            | ۲۰             | ۱۲           | ۸                   | ۱۵                  |
| تک مشوسفلی     | بخش مرکزی شهرستان فیروزه | شورگشت          | ۷۰۰            | ۲۵             | ۱۵           | ۸                   | ۱۸                  |
| جلگه زاوه      | بخش مرکزی شهرستان فیروزه | جلگه زاوه       | ۳۰۰۰           | ۱۵۰            | ۵۰           | ۰                   | ۴۰                  |
| جلگه زاوه      | بخش مرکزی شهرستان فیروزه | جلگه زاوه       | ۴۰۰۰           | ۱۵۰            | ۳۵           | ۰                   | ۴۰                  |
| جمبرجوق        | بخش مرکزی شهرستان فیروزه | جمبرجوق         | ۵۰۰۰           | ۲۰۰            | ۴۰           | ۴۰                  | ۱۰۰                 |
| جنت‌آباد        | بخش مرکزی شهرستان فیروزه | جنت‌آباد         | ۲۸۰۰           | ۵۶             | ۳۵           | ۰                   | ۶۰                  |
| حاج جبار       | بخش مرکزی شهرستان فیروزه | قلعه یزدان      | ۵۰۰            | ۲۰             | ۱۰           | ۷                   | ۱۰                  |
| حاجی‌آباد       | بخش مرکزی شهرستان فیروزه | حاجی‌آباد        | ۵۲۰۰           | ۲۰۰            | ۴۵           | ۵۰                  | ۲۳۰                 |
| حریق           | بخش مرکزی شهرستان فیروزه | معدن            | ۱۵۰۰           | ۳۰             | ۳۰           | ۱۵                  | ۳۰                  |
| حسن‌آباد        | بخش مرکزی شهرستان فیروزه | فیض‌آباد         | ۸۰۰            | ۲۰             | ۱۵           | ۰                   | ۱۰                  |
| حسین لنگ       | بخش مرکزی شهرستان فیروزه | شوراب           | ۸۰۰            | ۲۰             | ۲۰           | ۱۰                  | ۱۰                  |
| حسین‌آباد لر    | بخش مرکزی شهرستان فیروزه | ملخدره          | ۵۰۰۰           | ۱۸۰            | ۳۰           | ۲۵                  | ۷۰                  |
| حصارنو         | بخش مرکزی شهرستان فیروزه | حصارنو          | ۲۵۰۰           | ۸۰             | ۲۵           | ۴۵                  | ۸۰                  |
| حصارکوشک       | بخش مرکزی شهرستان فیروزه | حصارکوشک        | ۳۰۰۰           | ۶۰             | ۴۵           | ۰                   | ۸۰                  |
| حوض حران       | بخش مرکزی شهرستان فیروزه | چزگ             | ۲۰۰۰           | ۴۵             | ۱۲           | ۵                   | ۱۰                  |
| حیدرآباد       | بخش مرکزی شهرستان فیروزه | حیدرآباد        | ۴۵۰۰           | ۹۰             | ۵۱           | ۴۰                  | ۱۵۰                 |
| خردر           | بخش مرکزی شهرستان فیروزه | ناوشک           | ۴۰۰            | ۱۵             | ۲۰           | ۸                   | ۱۰                  |
| خواجه نبی      | بخش مرکزی شهرستان فیروزه | حصارنو          | ۲۰۰۰           | ۷۰             | ۲۰           | ۴۰                  | ۵۰                  |
| دستجرد         | بخش مرکزی شهرستان فیروزه | دستجرد          | ۱۵۰۰           | ۵۰             | ۳۵           | ۱۵                  | ۳۰                  |
| دستقول         | بخش مرکزی شهرستان فیروزه | ناوشک           | ۵۰۰            | ۱۲             | ۱۵           | ۱۰                  | ۲۰                  |
| دهدرزی         | بخش مرکزی شهرستان فیروزه | قره باغ         | ۴۰۰            | ۱۷             | ۱۵           | ۱۵                  | ۲۰                  |
| دهنو           | بخش مرکزی شهرستان فیروزه | قلعه یزدان      | ۶۰۰            | ۳۰             | ۱۵           | ۱۲                  | ۱۵                  |
| دهنو           | بخش مرکزی شهرستان فیروزه | تپه جیگ         | ۳۵۰            | ۸              | ۱۰           | ۸                   | ۱۵                  |
| دهنوخلج        | بخش مرکزی شهرستان فیروزه | دهنوخلج         | ۷۰۰۰           | ۲۵۰            | ۵۰           | ۴۵                  | ۱۰۰                 |
| دوتپه گی       | بخش مرکزی شهرستان فیروزه | گرماب           | ۱۰۰۰           | ۶۰             | ۱۵           | ۰                   | ۲۵                  |
| دونیه          | بخش مرکزی شهرستان فیروزه | قلعه یزدان      | ۲۵۰            | ۱۰             | ۱۰           | ۱۲                  | ۱۵                  |
| رباط سنگ       | بخش مرکزی شهرستان فیروزه | دستجرد          | ۲۰۰۰           | ۸۰             | ۵            | ۲۰                  | ۳۰                  |
| رباطی          | بخش مرکزی شهرستان فیروزه | رباطی امامزاده  | ۶۰۰۰           | ۲۵۰            | ۵۰           | ۴۵                  | ۱۰۰                 |
| رستم‌آباد       | بخش مرکزی شهرستان فیروزه | معدن علیا       | ۲۰۰۰           | ۵۰             | ۱۰           | ۱۰                  | ۲۰                  |
| رشیدآباد       | بخش مرکزی شهرستان فیروزه | رشیدآباد        | ۵۲۰۰           | ۱۵۴            | ۷۰           | ۴۰                  | ۱۰۰                 |
| زرد            | بخش مرکزی شهرستان فیروزه | شورگشت          | ۱۵۰۰           | ۵۰             | ۲۵           | ۲۵                  | ۳۰                  |
| زروند          | بخش مرکزی شهرستان فیروزه | زروند           | ۳۰۰۰           | ۱۲۰            | ۲۰           | ۲۵                  | ۵۰                  |
| زروند          | بخش مرکزی شهرستان فیروزه | زروند           | ۳۵۰۰           | ۱۲۰            | ۱۵           | ۷                   | ۱۰                  |
| زشک            | بخش مرکزی شهرستان فیروزه | معدن            | ۸۰۰            | ۲۰             | ۱۲           | ۷                   | ۱۵                  |
| ساداتیه        | بخش مرکزی شهرستان فیروزه | شورورز          | ۱۸۰۰           | ۷۰             | ۲۲           | ۱۰                  | ۱۵                  |
| سرکویربالا     | بخش مرکزی شهرستان فیروزه | شورگشت          | ۵۰۰            | ۱۲             | ۱۲           | ۸                   | ۱۰                  |
| سرکویره        | بخش مرکزی شهرستان فیروزه | شورگشت          | ۱۰۰۰           | ۳۵             | ۱۸           | ۸                   | ۱۵                  |
| سرکویرپائین    | بخش مرکزی شهرستان فیروزه | شورگشت          | ۵۰۰            | ۱۵             | ۱۰           | ۵                   | ۱۰                  |
| سعدآباد        | بخش مرکزی شهرستان فیروزه | سعدآباد         | ۳۰۰۰           | ۶۰             | ۵۰           | ۳۵                  | ۱۲۰                 |
| سلیمان جیک     | بخش مرکزی شهرستان فیروزه | شوراب           | ۲۰۰۰           | ۷۰             | ۲۵           | ۲۰                  | ۳۵                  |
| سلیمان جیک     | بخش مرکزی شهرستان فیروزه | شوراب           | ۲۰۰۰           | ۷۰             | ۲۵           | ۱۵                  | ۳۰                  |
| سنگ سفید       | بخش مرکزی شهرستان فیروزه | گرماب           | ۱۲۰۰           | ۶۰             | ۲۵           | ۱۵                  | ۲۰                  |
| سنگ کلیدر      | بخش مرکزی شهرستان فیروزه | گرماب           | ۷۰۰            | ۴۰             | ۲۵           | ۷                   | ۱۰                  |
| سوگودلی        | بخش مرکزی شهرستان فیروزه | شوراب           | ۱۰۰۰           | ۳۰             | ۱۸           | ۱۲                  | ۲۵                  |
| سینه باز       | بخش مرکزی شهرستان فیروزه | شورگشت          | ۱۰۰۰           | ۳۵             | ۱۸           | ۵                   | ۱۰                  |
| شاپسند         | بخش مرکزی شهرستان فیروزه | معدن            | ۲۰۰۰           | ۷۰             | ۲۰           | ۱۲                  | ۲۵                  |
| شمس‌آباد        | بخش مرکزی شهرستان فیروزه | شمس‌آباد         | ۳۰۰۰           | ۵۹             | ۴۵           | ۲۰                  | ۲۴                  |
| شنه کریز       | بخش مرکزی شهرستان فیروزه | گرماب           | ۱۵۰۰           | ۸۰             | ۶۰           | ۱۵                  | ۲۵                  |
| شوراب          | بخش مرکزی شهرستان فیروزه | شوراب           | ۳۰۰۰           | ۱۲۰            | ۲۲           | ۲۰                  | ۵۰                  |
| شورورز         | بخش مرکزی شهرستان فیروزه | شورورز          | ۲۵۰۰           | ۸۰             | ۲۵           | ۱۲                  | ۲۵                  |
| شورورزده       | بخش مرکزی شهرستان فیروزه | شورورز          | ۱۰۰۰           | ۴۰             | ۳۶           | ۵                   | ۱۰                  |
| شورگشت         | بخش مرکزی شهرستان فیروزه | شورگشت          | ۱۵۰۰           | ۵۰             | ۲۵           | ۲۰                  | ۳۰                  |
| شوری           | بخش مرکزی شهرستان فیروزه | شوری بزرگ       | ۱۰۰۰           | ۲۸۰            | ۵۹           | ۶۰                  | ۳۱۵                 |
| شوری کوچک      | بخش مرکزی شهرستان فیروزه | شوری کوچک       | ۳۰۰۰           | ۶۳             | ۴۳           | ۱۵                  | ۵۰                  |
| صفرسر          | بخش مرکزی شهرستان فیروزه | شورگشت          | ۸۰۰            | ۲۰             | ۲۰           | ۸                   | ۱۵                  |
| صمان سفلی      | بخش مرکزی شهرستان فیروزه | صمان            | ۲۰۰۰           | ۷۰             | ۱۷           | ۲۰                  | ۵۰                  |
| صمان علیا      | بخش مرکزی شهرستان فیروزه | صمان            | ۲۰۰۰           | ۶۰             | ۱۸           | ۲۰                  | ۲۵                  |
| طاغنکوه        | بخش مرکزی شهرستان فیروزه | قلعه یزدان      | ۵۰۰            | ۲۰             | ۲۰           | ۱۵                  | ۲۰                  |
| عباس‌آباد       | بخش مرکزی شهرستان فیروزه | قره باغ         | ۲۰۰            | ۸              | ۶            | ۸                   | ۱۵                  |
| علی خوکار      | بخش مرکزی شهرستان فیروزه | قره باغ         | ۲۰۰            | ۱۰             | ۹            | ۱۵                  | ۳۰                  |
| علی‌آباد        | بخش مرکزی شهرستان فیروزه | علی‌آباد         | ۱۵۰۰           | ۷۰             | ۲۵           | ۲۰                  | ۳۰                  |
| علی‌آباد        | بخش مرکزی شهرستان فیروزه | علی‌آباد         | ۲۰۰۰           | ۵۰             | ۲۰           | ۲۵                  | ۵۰                  |
| علی‌آباد        | بخش مرکزی شهرستان فیروزه | علی‌آباد         | ۲۰۰۰           | ۱۱۰            | ۲۰           | ۵۰                  | ۱۵۰                 |
| فاطمه‌آباد      | بخش مرکزی شهرستان فیروزه | شورورز          | ۲۰۰۰           | ۷۰             | ۳۰           | ۸                   | ۱۵                  |
| فتح‌آباد        | بخش مرکزی شهرستان فیروزه | قلعه یزدان      | ۱۰۰۰           | ۵۰             | ۱۲           | ۱۵                  | ۲۰                  |
| فده            | بخش مرکزی شهرستان فیروزه | قره باغ         | ۳۰۰            | ۱۲             | ۱۰           | ۱۲                  | ۱۷                  |
| فرحسنی         | بخش مرکزی شهرستان فیروزه | گرماب           | ۱۵۰۰           | ۸۰             | ۴۰           | ۱۲                  | ۲۰                  |
| فرنگ           | بخش مرکزی شهرستان فیروزه | چزگ             | ۱۰۰۰           | ۲۳             | ۸            | ۱۰                  | ۲۲                  |
| فیض‌آباد        | بخش مرکزی شهرستان فیروزه | فیض‌آباد         | ۲۰۰۰           | ۶۰             | ۲۰           | ۲۵                  | ۵۰                  |
| قاراچنگه       | بخش مرکزی شهرستان فیروزه | چزگ             | ۱۵۰۰           | ۳۵             | ۱۶           | ۱۵                  | ۲۰                  |
| قالیباف        | بخش مرکزی شهرستان فیروزه | قالیباف سفلی    | ۱۲۰۰           | ۴۰             | ۲۵           | ۱۵                  | ۳۵                  |
| قالیباف        | بخش مرکزی شهرستان فیروزه | قالیباف علیا    | ۱۰۰۰           | ۳۰             | ۲۰           | ۲۰                  | ۴۰                  |
| قالیباف سفلی   | بخش مرکزی شهرستان فیروزه | قالیباف         | ۳۰۰۰           | ۱۵۰            | ۳۰           | ۴۰                  | ۱۰۰                 |
| قره باغ        | بخش مرکزی شهرستان فیروزه | قره باغ         | ۳۰۰۰           | ۱۲۰            | ۲۳           | ۳۵                  | ۵۰                  |
| قروق           | بخش مرکزی شهرستان فیروزه | تقی‌آباد         | ۱۲۰۰           | ۴۰             | ۲۰           | ۴۰                  | ۱۰۰                 |
| قروق           | بخش مرکزی شهرستان فیروزه | تقی‌آباد         | ۵۰۰            | ۲۵             | ۱۵           | ۳۵                  | ۹۶                  |
| قلاس           | بخش مرکزی شهرستان فیروزه | قلاس            | ۲۰۰۰           | ۵۰             | ۲۰           | ۷                   | ۱۵                  |
| لوشتمار        | بخش مرکزی شهرستان فیروزه | شورگشت          | ۸۰۰            | ۲۵             | ۱۸           | ۳                   | ۷                   |
| محمدآباد       | بخش مرکزی شهرستان فیروزه | گلشن‌آباد        | ۲۰۰۰           | ۷۰             | ۱۴           | ۲۰                  | ۴۰                  |
| مرادعلی        | بخش مرکزی شهرستان فیروزه | فیض‌آباد         | ۵۰۰            | ۲۰             | ۱۵           | ۳                   | ۵                   |
| مرزان          | بخش مرکزی شهرستان فیروزه | مرزان           | ۵۰۰۰           | ۱۰۰            | ۵۵           | ۳۰                  | ۶۵                  |
| مرکب‌آباد       | بخش مرکزی شهرستان فیروزه | دستجرد          | ۱۰۰۰           | ۳۵             | ۱۲           | ۵                   | ۱۰                  |
| مزارون         | بخش مرکزی شهرستان فیروزه | گرماب           | ۳۵۰            | ۱۰             | ۱۵           | ۱۲                  | ۲۰                  |
| مقول علیا      | بخش مرکزی شهرستان فیروزه | دستجرد          | ۳۰۰            | ۱۰             | ۱۵           | ۶                   | ۱۴                  |
| ملخدره         | بخش مرکزی شهرستان فیروزه | ملخدره          | ۳۰۰۰           | ۱۰۰            | ۳۰           | ۴۰                  | ۱۲۰                 |
| مهدی‌آباد       | بخش مرکزی شهرستان فیروزه | مهدی‌آباد        | ۳۰۰۰           | ۱۲۰            | ۵۰           | ۴۰                  | ۶۰                  |
| میانتو         | بخش مرکزی شهرستان فیروزه | میانتو          | ۳۰۰۰           | ۱۴۰            | ۲۵           | ۱۵                  | ۳۰                  |
| ناوشک          | بخش مرکزی شهرستان فیروزه | ناوشک           | ۱۰۰۰           | ۶۰             | ۲۰           | ۱۲                  | ۲۰                  |
| نخ کش          | بخش مرکزی شهرستان فیروزه | چزگ             | ۱۵۰۰           | ۴۵             | ۱۲           | ۱۰                  | ۲۰                  |
| نصرآباد        | بخش مرکزی شهرستان فیروزه | نصرآباد         | ۴۰۰۰           | ۱۵۰            | ۴۰           | ۱۲                  | ۲۰                  |
| نوبهار         | بخش مرکزی شهرستان فیروزه | تپه جیگ         | ۱۵۰۰           | ۷۰             | ۱۱           | ۱۰                  | ۱۸                  |
| وزیریه         | بخش مرکزی شهرستان فیروزه | وزیریه          | ۲۰۰۰           | ۶۰             | ۱۰           | ۲۰                  | ۴۰                  |
| ویسک           | بخش مرکزی شهرستان فیروزه | ناوشک           | ۱۰۰۰           | ۶۰             | ۲۰           | ۶                   | ۲۵                  |
| پا سنگ         | بخش مرکزی شهرستان فیروزه | گرماب           | ۱۵۰۰           | ۸۰             | ۲۵           | ۷                   | ۱۰                  |
| پشنگ دره       | بخش مرکزی شهرستان فیروزه | سلیمانی         | ۱۰۰۰           | ۳۰             | ۱۰           | ۴                   | ۸                   |
| کاریزی         | بخش مرکزی شهرستان فیروزه | دامنجان         | ۶۰۰            | ۲۰             | ۲۰           | ۰                   | ۴۰                  |
| کلاته ارغول    | بخش مرکزی شهرستان فیروزه | بتو             | ۵۰۰            | ۲۰             | ۱۰           | ۰                   | ۸                   |
| کلاته ارغول    | بخش مرکزی شهرستان فیروزه | سلیمانی         | ۸۰۰            | ۱۵             | ۱۰           | ۰                   | ۸                   |
| کلاته باباعلی  | بخش مرکزی شهرستان فیروزه | قره باغ         | ۲۰۰            | ۸              | ۸            | ۸                   | ۱۵                  |
| کلاته باغ نی   | بخش مرکزی شهرستان فیروزه | شوراب           | ۸۰۰            | ۲۰             | ۱۲           | ۱۵                  | ۳۰                  |
| کلاته حاج قدرت | بخش مرکزی شهرستان فیروزه | شوراب           | ۱۰۰۰           | ۱۵             | ۱۸           | ۱۵                  | ۳۰                  |
| کلاته حیدر     | بخش مرکزی شهرستان فیروزه | زاونگ           | ۵۰۰            | ۱۰             | ۵            | ۵                   | ۱۰                  |
| کلاته شور      | بخش مرکزی شهرستان فیروزه | دستجرد          | ۸۰۰            | ۲۰             | ۱۵           | ۳                   | ۸                   |
| کلاته مصطفایی  | بخش مرکزی شهرستان فیروزه | بتو             | ۲۰۰۰           | ۱۲۰            | ۲۰           | ۱۲                  | ۱۵                  |
| کلاته نشت      | بخش مرکزی شهرستان فیروزه | بتو             | ۱۰۰۰           | ۵۰             | ۱۵           | ۸                   | ۱۰                  |
| کلاته نو       | بخش مرکزی شهرستان فیروزه | فیض‌آباد         | ۱۵۰۰           | ۴۰             | ۲۰           | ۱۰                  | ۲۰                  |
| کلاته پشت باغ  | بخش مرکزی شهرستان فیروزه | شورگشت          | ۹۰۰            | ۳۵             | ۱۵           | ۴                   | ۸                   |
| کلاته کور      | بخش مرکزی شهرستان فیروزه | بتو             | ۸۰۰            | ۳۰             | ۱۰           | ۸                   | ۱۰                  |
| کلاته کور      | بخش مرکزی شهرستان فیروزه | سلیمانی         | ۶۰۰            | ۱۵             | ۱۲           | ۰                   | ۷                   |
| کلوشیر         | بخش مرکزی شهرستان فیروزه | معدن علیا       | ۲۰۰۰           | ۷۰             | ۲۵           | ۱۵                  | ۳۰                  |
| کلویو          | بخش مرکزی شهرستان فیروزه | شورگشت          | ۸۰۰            | ۲۵             | ۱۸           | ۱۵                  | ۳۵                  |
| کمال‌آباد       | بخش مرکزی شهرستان فیروزه | کمال‌آباد        | ۳۰۰۰           | ۱۰۰            | ۱۵           | ۰                   | ۸۰                  |
| کمرسفید        | بخش مرکزی شهرستان فیروزه | شورگشت          | ۸۰۰            | ۱۷             | ۲۰           | ۳                   | ۷                   |
| کمیشان         | بخش مرکزی شهرستان فیروزه | معدن            | ۲۰۰۰           | ۷۰             | ۳۰           | ۷                   | ۱۵                  |
| کهنه کن        | بخش مرکزی شهرستان فیروزه | چزگ             | ۱۸۰۰           | ۸۰             | ۱۲           | ۹                   | ۱۸                  |
| گرماب          | بخش مرکزی شهرستان فیروزه | گرماب           | ۱۰۰۰           | ۳۰             | ۲۰           | ۸                   | ۱۵                  |
| گریج           | بخش مرکزی شهرستان فیروزه | فیضاباد         | ۱۰۰۰           | ۳۰             | ۲۰           | ۳۰                  | ۴۵                  |
| گزار           | بخش مرکزی شهرستان فیروزه | گزار            | ۱۰۰۰           | ۱۲             | ۱۲           | ۱۲                  | ۲۵                  |
| گزار           | بخش مرکزی شهرستان فیروزه | گزار            | ۱۰۰۰           | ۳۰             | ۱۲           | ۱۲                  | ۲۵                  |
| گلشن           | بخش مرکزی شهرستان فیروزه | گلشن‌آباد        | ۲۰۰۰           | ۱۰۰            | ۲۰           | ۳۵                  | ۹۰                  |
| گلشن‌آباد       | بخش مرکزی شهرستان فیروزه | گلشن‌آباد        | ۲۰۰۰           | ۸۰             | ۲۰           | ۳۵                  | ۷۰                  |
| گورکی          | بخش مرکزی شهرستان فیروزه | قره باغ         | ۴۰۰            | ۱۵             | ۱۵           | ۲۰                  | ۳۰                  |
| ینگ قلعه       | بخش مرکزی شهرستان فیروزه | ینگ قلعه        | ۳۱۰۰           | ۶۲             | ۳۵           | ۲۵                  | ۴۸                  |
| یوسف‌آباد       | بخش مرکزی شهرستان فیروزه | یوسف‌آباد        | ۴۰۰۰           | ۱۲۰            | ۶۰           | ۶۰                  | ۲۰۰                 |